# G.G. Jackson
Gregory „G.G.” Jackson II  (ur. 17 grudnia 2004 w Columbii) – amerykański koszykarz, występujący na pozycjach silnego skrzydłowego lub środkowego, od 2023 zawodnik Memphis Grizzlies oraz zespołu G-League – Memphis Hustle.
W 2022 został wybrany najlepszym koszykarzem szkół średnich stanu Karolina Południowa (South Carolina Gatorade Player of the Year).
W 2023 reprezentował Memphis Grizzlies podczas rozgrywek letniej ligi NBA w Las Vegas  i Salt Lake City.

## Osiągnięcia
Stan na 4 czerwca 2024, na podstawie, o ile nie zaznaczono inaczej.
NCAA
- Zaliczony do I składu debiutantów konferencji Southeastern (SEC – 2023)
- Najlepszy pierwszoroczny zawodnik kolejki:
  - NCAA (7.12.2022 według CBS Sports/USBWA)
  - konferencji SEC (14.11.2022)

NBA
- Zaliczony do II składu debiutantów NBA (2024)[3]

Reprezentacja
- Mistrz Ameryki U–18 (2022)